# Acacia auratiflora
Acacia auratiflora — вид квіткових рослин з родини бобових. Ареал: Австралія (пд.-зх. Західна Австралія). Росте на глинистих, суглинистих або піщаних ґрунтах у відкритих чагарниках або низьких евкаліптових лісах із видами Melaleuca та Poaceae. Це кущ із вузькоеліптичними філодіями; з кулястими колосами золотисто-жовтих квіток; з густо запушеними стручками.

## Морфологічний опис
Це розлогий кущ, який зазвичай досягає висоти 0.3–1 м, а його гілки вкриті золотистими або білими волосками. Філодії шкірясті, блідо-зелені, 20–40 мм завдовжки й 3–7 мм завширшки, з гачкуватою верхівкою. Квітки золотисто-жовті, розташовані в пазухах у кулястих головах, у кожній голові від 32 до 42 квіток 6–7 мм у діаметрі на квітконосі переважно 1–2 мм завдовжки. Період цвітіння, переважно: серпень — жовтень. Стручки густо вкриті золотисто-жовтими волосками.